# Titularbistum Leges
Leges ist ein Titularbistum der römisch-katholischen Kirche.
Die in Nordafrika gelegene Stadt war ein alter römischer Bischofssitz, der im 7. Jahrhundert mit der islamischen Expansion unterging. Er lag in der römischen Provinz Numidien.
| Titularbischöfe von Leges |                                              |                                                        |                   |                   |
| Nr.                       | Name                                         | Amt                                                    | von               | bis               |
| 1                         | Paolo Mosconi Titularerzbischof pro hac vice | Kurienerzbischof                                       | 9. November 1967  | 14. Dezember 1981 |
| 2                         | Ronald Philippe Bär OSB                      | Weihbischof in Rotterdam (Niederlande)                 | 15. Januar 1982   | 19. Oktober 1983  |
| 3                         | Michael Smith                                | Weihbischof in Meath (Irland)                          | 17. November 1983 | 13. Oktober 1988  |
| 4                         | Francisco José Arnáiz Zarandona SJ           | Weihbischof in Santo Domingo (Dominikanische Republik) | 2. Dezember 1988  | 14. Februar 2014  |
| 5                         | Aurelio Pesoa Ribera OFM                     | Weihbischof in La Paz (Bolivien)                       | 25. März 2014     |                   |